# Palazzo Vitelli a Sant'Egidio

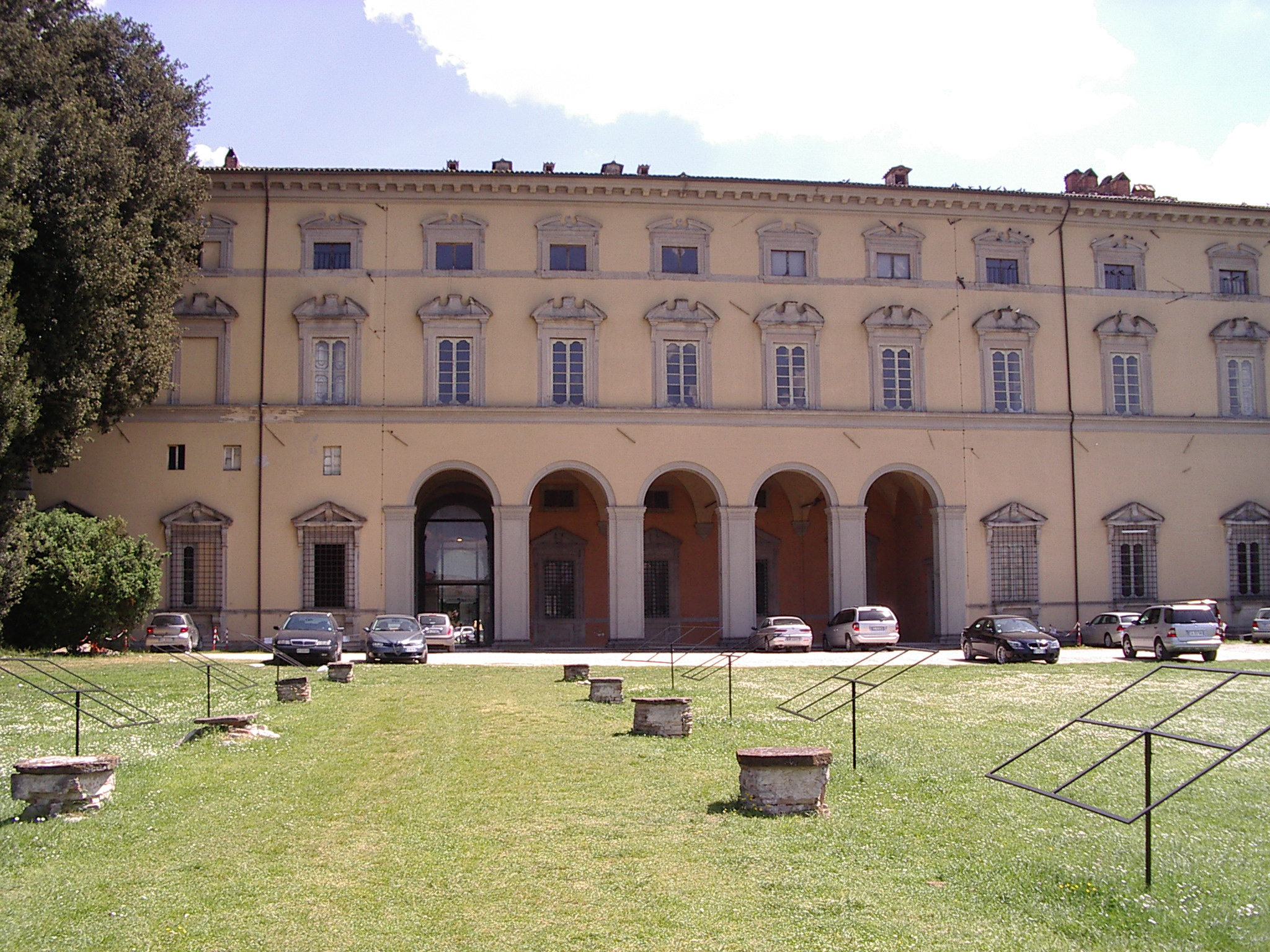
Le Palazzo Vitelli a Sant'Egidio (vue postérieure).

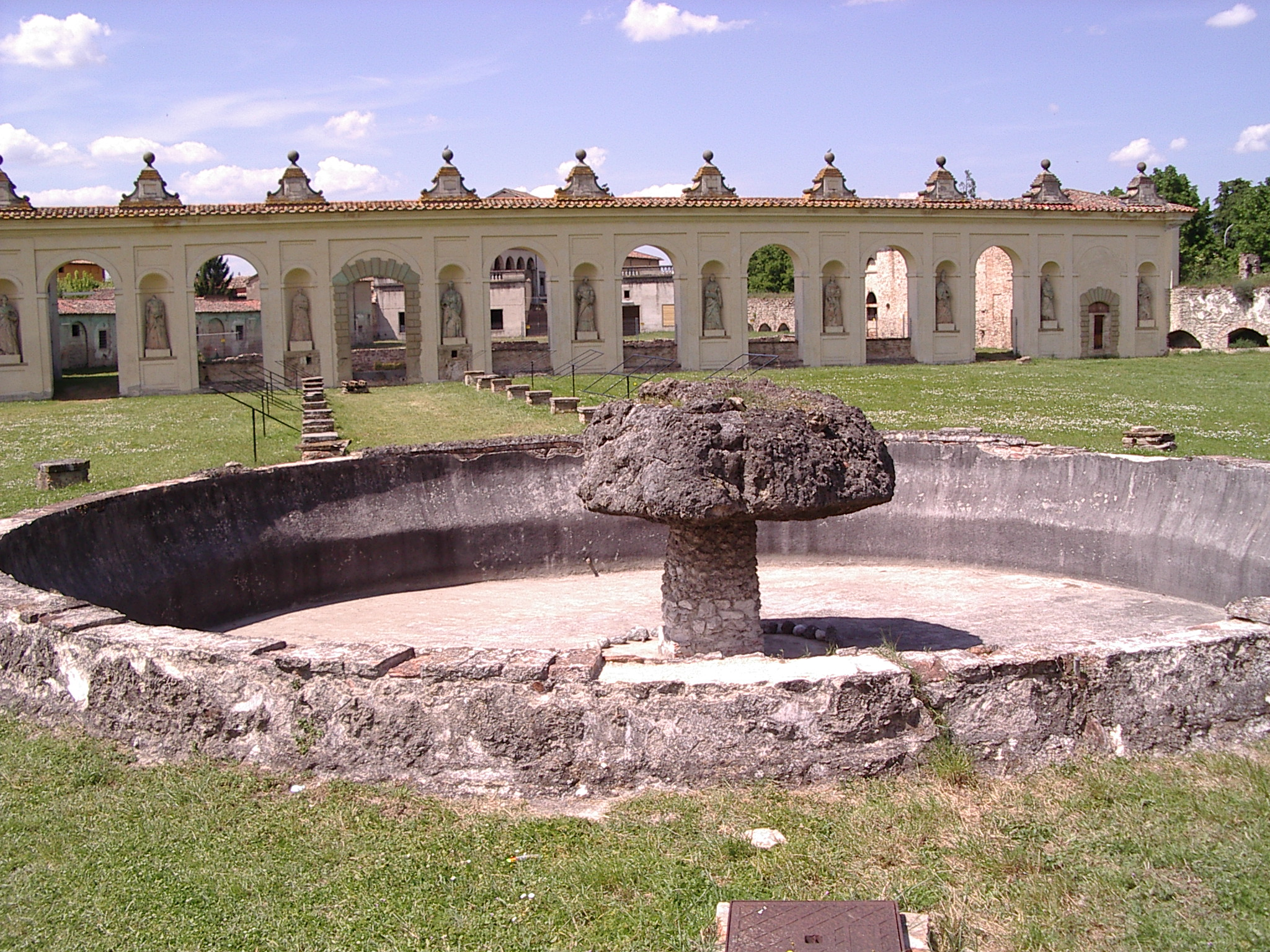
Le nymphée au fond derrière la fontaine.

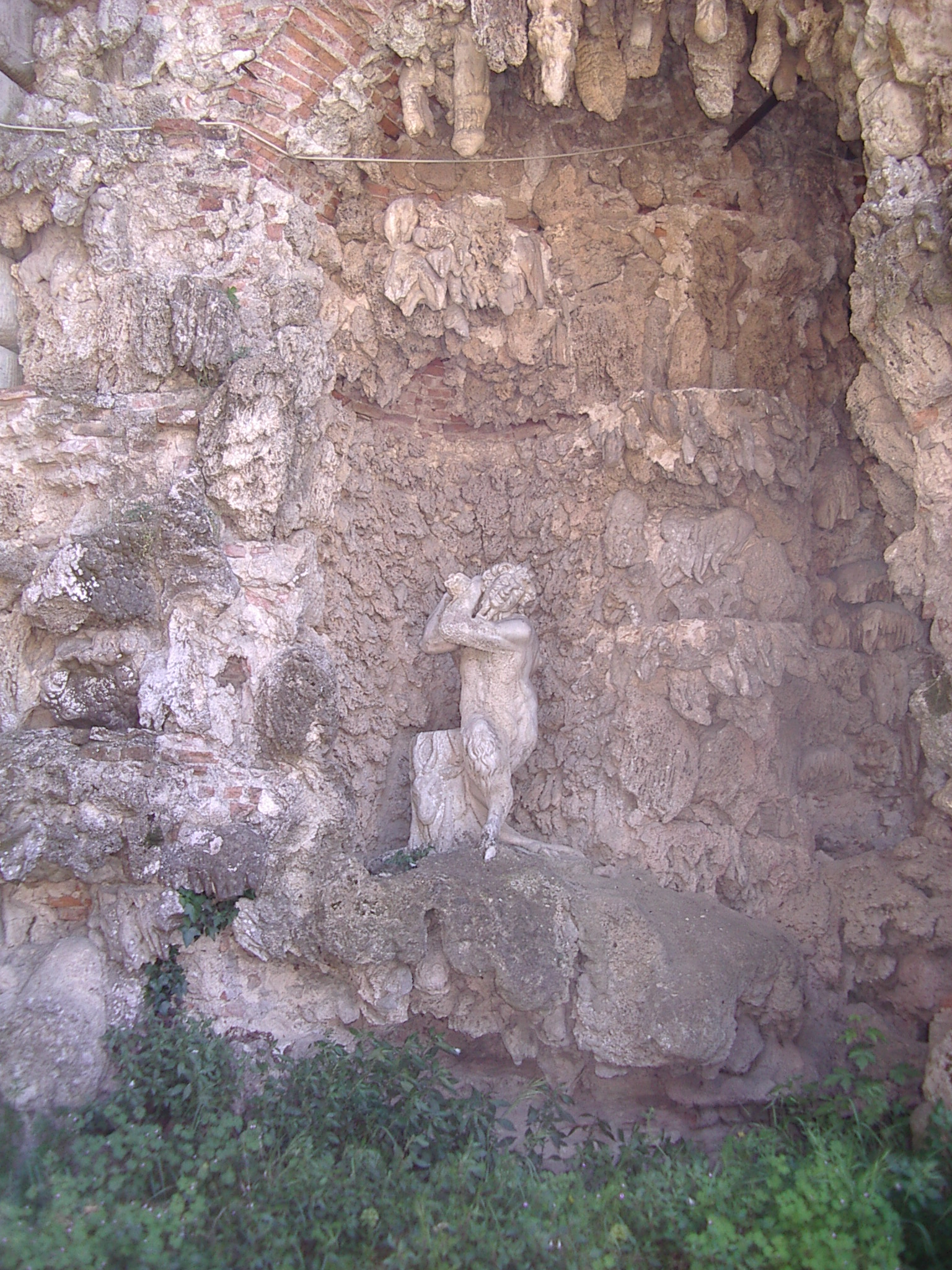
Une grotte dans le jardin.

Le Palazzo Vitelli a Sant'Egidio est un palais de Città di Castello dans la province de Pérouse en Ombrie (Italie), dont la construction remonte au milieu du XVIe siècle.

## Historique
Le Palazzo Vitelli a Sant'Egidio est un des quatre palais que la famille Vitelli a fait construire à Città di Castello de la fin du XVe à la seconde moitié du XVIe siècle.
Le palais a été construit vers le milieu du XVIe siècle par la volonté de Paolo I Vitelli, condottiere au service de la papauté et du roi d'Espagne.
Le palais constitue un témoignage important de la grandeur de la ville pendant la Renaissance ainsi que de la puissance de la dynastie Vitelli qui, à l'époque des seigneuries, assuma en Europe un important rôle politique.

## Description
Probablement dessiné par Giorgio Vasari, le palais a subi l'influence des modèles architecturaux contemporains florentins en raison des liens étroits entre la famille Vitelli et la ville de Florence.
Le raffinement toscan est surtout perceptible dans les portiques et dans la finesse de la décoration picturale. Les voûtes et les murs sont ornés de fresques attribuées à des artistes comme Cristofano Gherardi et Prospero Fontana.
D'autres particularités de la façade rappellent le travail de Bartolomeo Ammannati.
Au piano nobile du palais se trouve un superbe ensemble décoratif maniériste qui atteste de diverses interventions en plusieurs phases d'exécution (1572 / 1574) d'un atelier émilien guidé par le peintre Prospero Fontana spécialisé en grottesche, ainsi que du Pomarancio.
La façade arrière donne sur les vestiges d'un jardin à l'italienne qui comportait à l'origine des grottes et des stalactites, sur le côté un bosquet de chênes et lauriers est délimité par une série de bâtiments annexes parmi lesquels l'ancienne église Madonna della Neve datant du XVIe  et rénovée au  XVIIe siècle, ainsi que des anciens murs des fortifications, du projet architectural du nymphée à niches avec quatorze statues en terre cuite représentant les Vertus, de style renaissance tardif, datant des années 1630. L'ensemble est complété par la « Palazzina Vitelli ».
L’édifice représente encore aujourd'hui par son integrité un des plus importants ensembles italiens  du XVIe siècle.

## Sources
- Voir liens externes